# I Am Waiting for You Last Summer
I Am Waiting for You Last Summer — российская музыкальная группа, образованная в 2010 году в Рязани, основным жанром которой является пост-рок в сочетании с индитроникой. Группа состоит из трёх участников: Александра Соколова, Евгения Попова и Льва Никитина.

## История

### 2011—2012: Образование группы
Двое участников группы, Александр Соколов и Евгений Попов, познакомились в 2010 году в Рязани на концерте американской пост-рок-группы This Will Destroy You. Позже они решили объединиться и начали играть вместе. Так в 2010 году образовалась группа I Am Waiting For You Last Summer (первоначально под названием "I Am Waiting for You Last S.."). Впоследствии диджей Лео (Лев Никитин), друг Евгения Попова, присоединился к тандему.
Каждый из троих участников имел богатый опыт участия в локальных музыкальных проектах. Основным замыслом коллектива было объединить атмосферное и вдумчивое звучание гитарного пост-рока с энергетикой и драйвом электронных танцевальных треков. Слухи об успешных концертах IWFYLS довольно быстро докатились до Москвы. В феврале 2012 года группа подписала пятилетний контракт со столичным концертным агентством и лейблом FBITS (Flowers Blossom in the Space).

### Карьера
Первые мини-альбомы группы, I Am Waiting For You Last Summer и Come Full Circle, вышли в 2011 году и сразу же получили немало позитивных откликов как от российских, так и от зарубежных слушателей. За 2012 год музыканты отыграли более 60 концертов от Владивостока до Львова.
В январе 2013 года под российским инди-лейблом Flowers Blossom in the Space вышел дебютный альбом группы, Edge Party. После успеха альбома, группа приняла участие в международном фестивале современной атмосферной инструментальной музыки ASTRAL. Группе удалось привлечь на себя внимание, несмотря на то, что в фестивале приняли участие такие монстры жанра, как 65daysofstatic, Maybeshewill, The American Dollar, Pg.lost и другие.
Трек «Gender» участника IWFYLS Александра Соколова, написанный им совместно с композитором Антоном Новосельцевым, стал музыкальным сопровождением второго трейлера к голливудскому блокбастеру «Первый мститель: Другая война», вышедшего 4 апреля 2014 года. Кроме того, в 2013 году ими совместно была написана музыка к трейлеру фильма «Тёмный мир: Равновесие» и музыка для сериала «Выжить после» на канале СТС.
22 февраля 2014 года у IWFYLS стартовал новый грандиозный концертный тур в поддержку нового альбома In Eternal Lines по более чем 70 городам России, Украины и Белоруссии, а в конце года группа отправилась в тур по крупнейшим городам Азии.
В 2017 году вышел восточный сингл «Back and Forth».
Весной 2018 года вышел EP Oasis, а осенью EP Together.
Группа являлась участником фестиваля SXSW в 2018 и 2019 годах.
30 сентября 2019 года вышел сингл «In Circles», который стал частью нового альбома Self Defense.
14 февраля 2020 года вышел первый клип на композицию «Innocent Touch».
15 апреля 2020 года группа выпустила мини-альбом Turn Off the Lights for the Next 20 Minutes.
2 октября 2020 года вышел полноформатный Self-Defense.

## Участники
Текущий состав
- Александр Соколов — гитара, клавишные, ударные, электроника (2010 — настоящее время)
- Евгений Попов — гитара, бас, клавишные, электроника (2010 — настоящее время)
- Лев Никитин — электроника, саунд-дизайн, сведение (2011 — настоящее время)

Сессионные музыканты
- Елизавета Избенникова — вокал (2013 In Eternal Lines, Live)
- Аврора Апушкинская — вокал (2013 In Eternal Lines, Live)
- Сергей Голованов — вокал (2013 In Eternal Lines, Live)
- Леонид Крупнов — скрипка (2013 Live)
- Андрей Проняев — бас (2013 In Eternal Lines, Live)
- Дмитрий Чудников — барабаны (2013 In Eternal Lines, Live)
- Uddipan Sarmah — вокал (2016 Rush)
- Александр Козлов — барабаны (2017 Live)
- Никита Кацман — вокал (2017 Back and Forth)
- Василий Тулинов — саксофон (2017 Back and Forth)
- Кристина Килар — вокал (2019 Nothing between us)
- Кристина Килар — вокал (2020 Unknown Trail)

## Дискография

### Студийные альбомы
- Edge Party (2013)
- Compilation (2013)
- In Eternal Lines (2013)
- Mirrors (2015)
- Self-Defense (2020)

### Мини-альбомы
- Protowinter (demo, 2010) (под именем I Am Waiting for You Last S..)
- I Am Waiting for You Last Summer (demo, 2011)
- Come Full Circle (2011)
- Back and Forth (EP, 2017)
- Oasis (EP, 2018)
- Together (EP, 2018)
- Turn Off the Lights for the Next 20 Minutes (EP, 2020)

### Синглы
- «Rush Single» (2016)
- «Nothing Between Us» (2018)
- «In Circles» (2019)
- «Don't Bring Me Home» (2022)
- «I Goth You» (2022)
- «Underdogs» (2023)
- «Grindhouse» (2023)